# V504 Близнецов
V504 Близнецов (лат. V504 Geminorum) — двойная затменная переменная звезда типа W Большой Медведицы (EW) в созвездии Близнецов на расстоянии (вычисленном из значения параллакса) приблизительно 2 180 световых лет (около 669 парсек) от Солнца. Видимая звёздная величина звезды — от +12,52m до +12,13m. Орбитальный период — около 0,4437 суток (10,65 часа).

## Характеристики
Первый компонент (Gaia DR2 893579765683692032) — жёлто-белая звезда спектрального класса F. Эффективная температура — около 6732 К.
Второй компонент (Gaia DR2 893579769978156416) — жёлто-белая звезда спектрального класса F.